# Solduga
Solduga és un antic poble del terme municipal de Baix Pallars, a la comarca del Pallars Sobirà. Pertanyia a l'antic terme, suprimit el 1969, de Baén. L'església parroquial està dedicada a Sant Martí de Tours i va substituir al segle xix l'antiga església romànica, actualment en ruïnes, com gairebé tot el poble. Actualment (2013) tan sols hi queda una casa habitada (1 hab.).
Està situat al peu d'una cinglera, uns 400 m per sobre del barranc de l'Infern, en el vessant de migdia de la serra de Cuberes. Les ruïnes de l'església romànica estan en un replà, uns sis metres per sobre del peu de la cinglera. Molt a prop d'aquí, al nord-oest, hi ha el despoblat troglodític de l'Espluga de Cuberes. Tot això està situat al sud-oest de Baén, l'antic cap de municipi, en el sector més meridional del terme municipal, just al límit amb la comarca del Pallars Jussà.

## Etimologia
Segons Joan Coromines, Solduga prové de l'ibèric Salduba, emparentat amb els ètims bascos çaldu (cavall) i bide (camí). Seguint les explicacions de Coromines, Solduga vindria d'un antiquíssim camí de cavalls.

## Les cases del poble
Es conserva memòria de les seves cases:
| - Casa Besó - Casa Cisco - Espluga de Solduga | - Casa Cisco de Batllan - Casa Narcís - La Rectoria | - Casa Batllan - La Torre - Casa Parrot |

## Història

### Edat contemporània
Amb la promulgació de la constitució espanyola del 1812, l'anomenada Constitució de Cadis, Solduga organitzà el seu propi ajuntament, amb Espluga de Solduga, amb el nom de Solduga i Espluga. En no assolir un mínim de 30 veïns (caps de família), el febrer del 1847 fou unit al de Baén. Pertanyia, com els altres pobles veïns, a l'abadia de Gerri.
Pascual Madoz dedica un breu article del seu Diccionario geográfico... a Solduga. S'hi pot llegir que és un mas dins de la jurisdicció del lloc anomenat Espluga. Tenia en aquell moment una única casa i una ermita dedicada a Sant Martí, sufragània de la de la mateixa Espluga i per a més informació remet a l'article d'aquesta població.

## Comunicacions
Mena a Solduga la pista de Baén, que arrenca del punt quilomètric 295,2 de la carretera N-260, des d'on travessa la Noguera Pallaresa pel pont de Baén. De seguida que es travessa el riu, la pista de Baén troba l'arrencada cap a migdia de la pista de Pentina, que cal seguir molt de tros, travessant el Riu Major i enfilant-se cap als vessants septentrionals de la carena que domina la vall del Riu Major pel costat sud de la vall, fins a trobar la Creu de Dalt, on es troba l'arrencada, cap a llevant, de la pista de Cuberes. Cal seguir aquesta pista, fins que es troba la pista de Solduga, a la Serra de Cuberes, a través de la qual s'acaba d'arribar a Solduga.